# Heteropoda modiglianii
Heteropoda modiglianii este o specie de păianjeni din genul Heteropoda, familia Sparassidae, descrisă de Thorell, 1890. Conform Catalogue of Life specia Heteropoda modiglianii nu are subspecii cunoscute.